# Jerzy Chmiel
Jerzy Chmiel (ur. 5 października 1935, zm. 6 sierpnia 2016) – ksiądz katolicki, biblista, doktor habilitowany nauk teologicznych.

## Życiorys
W latach 1953–1958 studiował w seminarium duchownym archidiecezji krakowskiej. Święcenia kapłańskie otrzymał w 1958 z rąk abp. Eugeniusza Baziaka. W latach 1961–1968 studiował w Rzymie m.in. w Papieskim Instytucie Biblijnym i na Papieskim Uniwersytecie Gregoriańskim. Wykładowca Papieskiej Akademii Teologicznej w Krakowie od 1968, a od 1975 kierownik katedry Hermeneutyki Biblijnej i Judaizmu oraz docent tej uczelni.
Wielokrotnie sprawował funkcję dziekana Wydziału Teologicznego PAT. Od 1997 prorektor tej uczelni. Od 1982 redaktor kwartalnika "Ruch Biblijny i Liturgiczny". Założyciel Studium Syndonologicznego przy Polskim Towarzystwie Teologicznym, prezes PTT w latach 1977-1987. Autor około 400 prac z teologii biblijnej.
11 sierpnia 2016 został pochowany na cmentarzu Rakowickim w Krakowie (kwatera IIb-zach.).

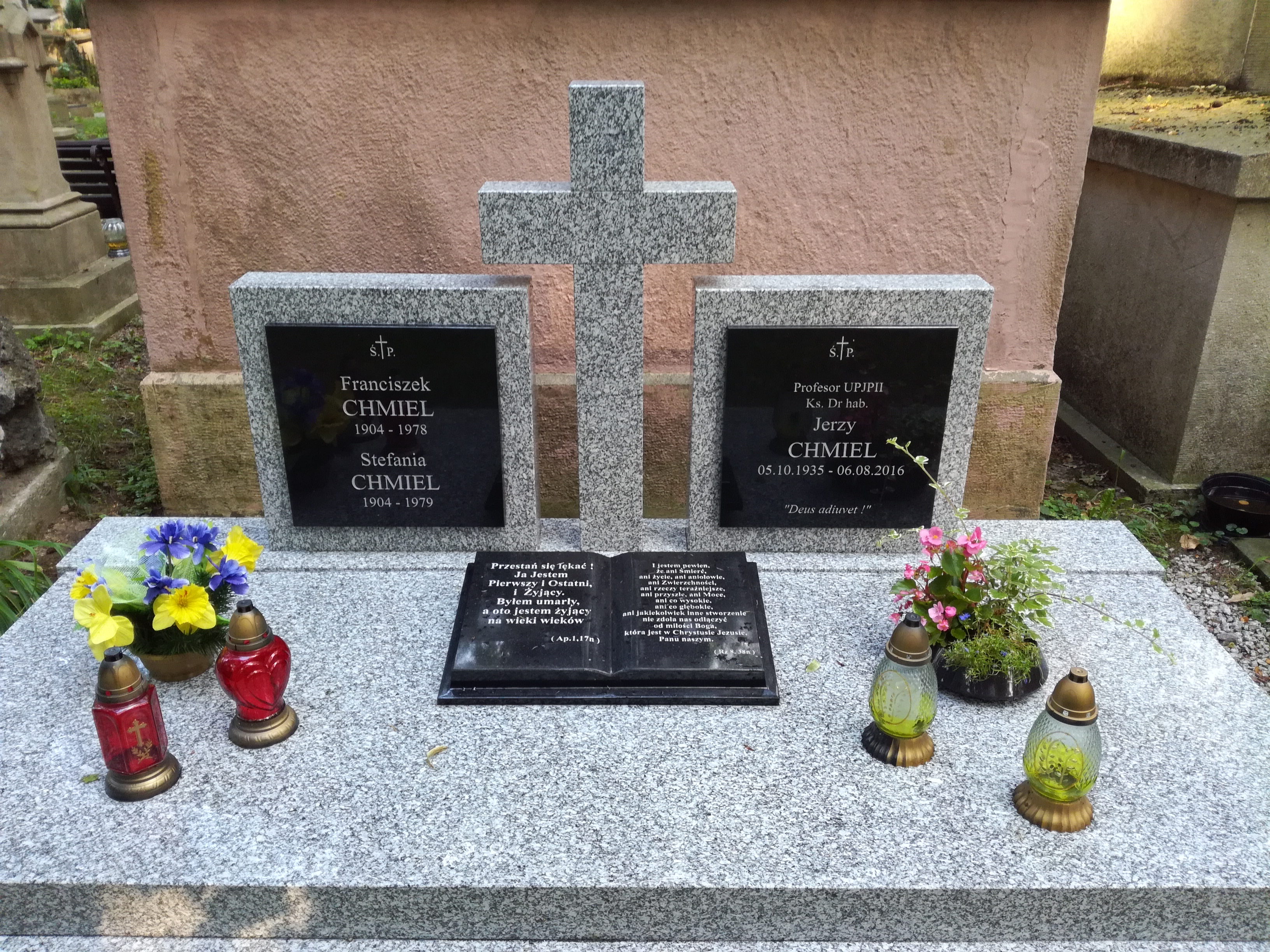
Grób ks. Jerzego Chmiela na cmentarzu Rakowickim